# Watts (Los Ángeles)
Watts es un vecindario en el sur de Los Ángeles, California, Estados Unidos. Se encuentra dentro de la región del sur de Los Ángeles, en la frontera con las ciudades de Lynwood y South Gate al este y sureste, respectivamente, y la comunidad no incorporada de Willowbrook al sur.

## Fundación

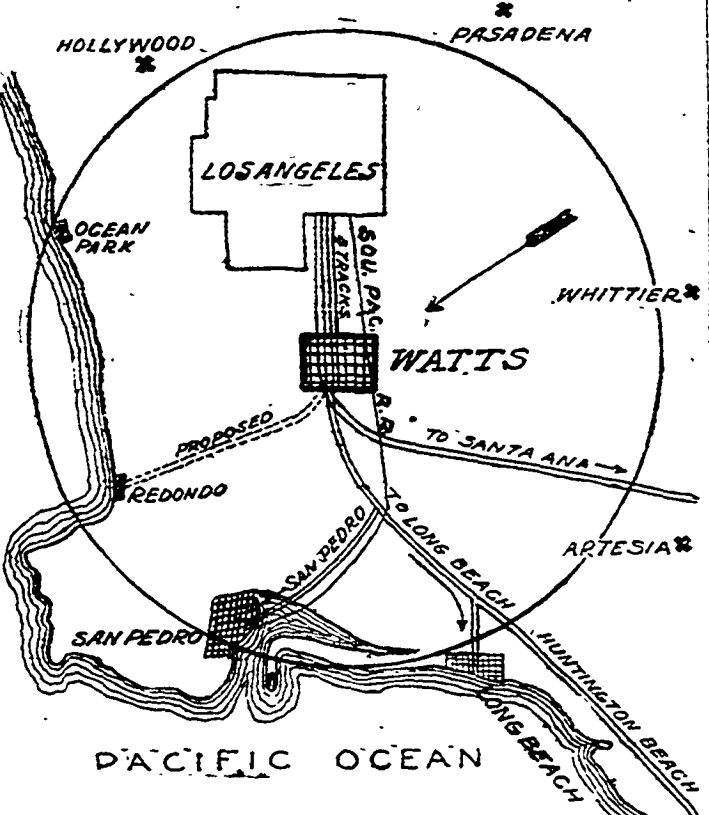
Porción del suroeste del Condado de Los Ángeles, centrado en Watts, con líneas de ferrocarril irradiando desde él y la costa del Pacífico marcada por las estrías, 1909

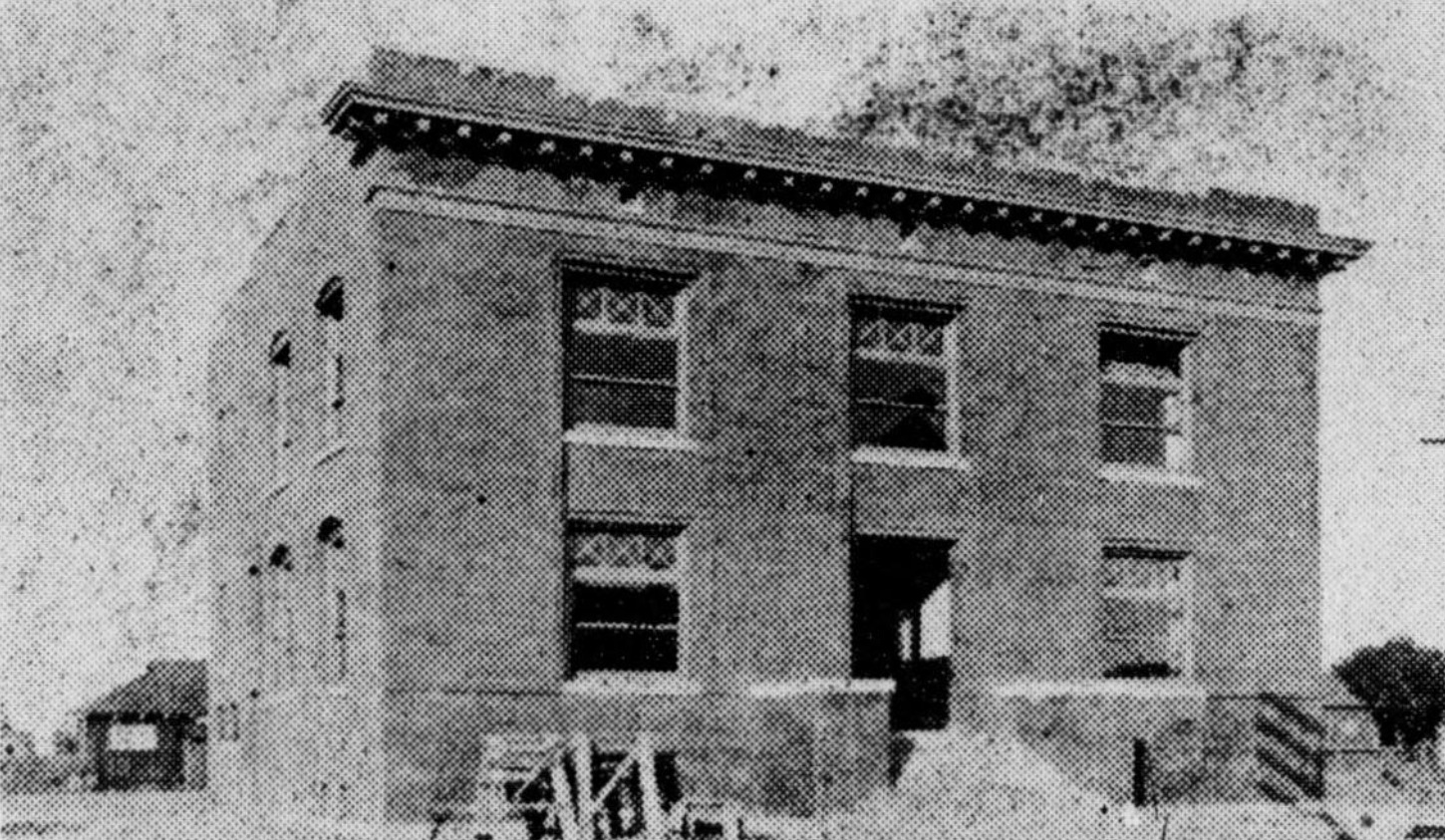
El Ayuntamiento de Watts bajo construcción, 1909

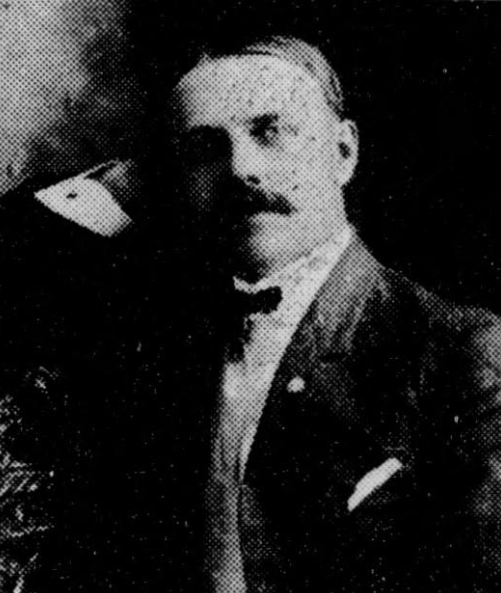
W.H. Turner, presidente del consejo, 1909

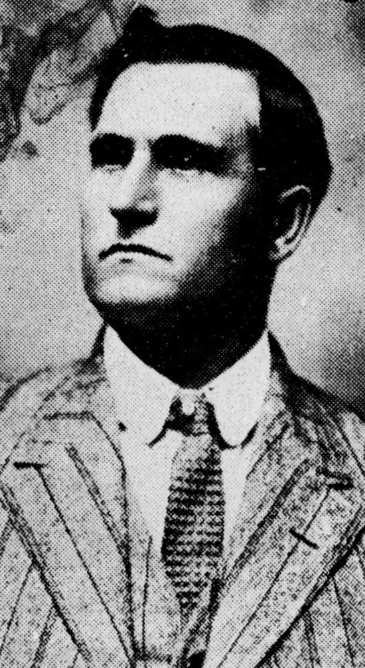
J.B. Traughber, mariscal de la ciudad y recaudador de impuestos, 1909

El área ahora conocida como Watts estaba situada en la concesión de tierra mexicana Rancho La Tajauta. Como en todos los ranchos, la vocación principal en ese tiempo era el pastoreo y la producción de carne vacuna.
Había colonos domésticos en el área desde 1882, y en 1904 la población era de 65 personas; un año después fueron 1,651.  C.V. Bartow de Long Beach se señaló como uno de los fundadores de Watts. Se dice que Watts debe su nombre a una viuda que vivía en diez acres que más tarde fueron ocupados por una central eléctrica de Pacific Electric y que cuyo nombre lleva la parada del tren. Ella después se mudó a Arlington (California).

## Subdivisión
Una subdivisión con el nombre de Watts fue concretada, posiblemente por la Golden State Realty Company, entre 1903 y 1905, cuando el asentamiento tenía una población de 150 personas. En 1905, muchas de estas subdivisiones fueron vendidas por la Golden State Realty Company por precios que oscilan entre los $100 a los 200$: Los términos fueron anunciados en un dólar como pago inicial y un dólar por mes a partir de entonces, con la compañía alegando que "no habría intereses ni tampoco impuestos." La Empresa Maderera de Watts tuvo un plan de "pagos fáciles" el cual "permitió que aquellas deseosas casas del pequeño asentamiento aseguraran su material y poder construir y ocupar las casas a la vez."

## Ciudad
Watts se convirtió en una ciudad en 1907, después de que tres peticiones se opusieron a las fronteras propuestas que fueron presentadas a la Junta de Supervisores de Los Ángeles. Siete rancheros dijeron que no tenían intención de subdividir la ciudad y que toda la tierra no mejorada debía ser omitida de la ciudad propuesta. Otra petición declaró que la mayoría de los dueños de propiedades en Watts no pagaron impuestos en la medida que fueron comprando lotes de 25 pies por especulación, que la mayoría de los residentes eran "migratorios" y que la mayoría eran "Trabajadores mexicanos de ferrocarriles" transitorios. Una tercera petición por exención fue presentada por los residentes del Palomar stop, quienes disfrazaron su petición con citas de filósofos griegos a Hamlet. Estos peticionarios anunciaron que habían cambiado recientemente el nombre de su asentamiento de "Watts Park" porque no querían ninguna afiliación con Watts.
La ciudad de Watts fue aprobada por votantes del distrito, y se convirtió en una municipalidad en mayo de 1907, con J.F. Donahue, quién era un conductor para la compañía de cervezas de Blue Ribbon, como alcalde y Frederick J. Rorke como secretario de la ciudad. Hubo, sin embargo, dinero insuficiente para administrar la ciudad, ya que se había incorporado demasiado tarde como para imponer y cobrar los impuestos. Una tarifa propuesta de licencia de negocios elevó tanto la objeción que la Junta de Síndicos, o el propio ayuntamiento, presentaron a la gente un sondeo de opinión (no vinculante) preguntando acerca de permitir el licor para venderlo en la ciudad. Una mayoría de 250 votos estaba de acuerdo con que Watts debería permitir los salones, o bares, y el municipio empezó a recaudar dinero por cobrarles.